# 科宁 (爱荷华州)
科宁（Corning）是美国艾奥瓦州亚当斯县昆西镇区的城市。2010年美国人口普查时人口为1635人。康宁是亚当斯县的县城，位于34号美国国道和爱荷华州高速148号交汇处的北边。
康宁最出名的也许是约翰尼·卡森的出生地。从1931年至1933年担任爱荷华州州长的丹尼尔·W·特纳于1877年3月17日出生于康宁。